# دیوید جیمز
دیوید جیمز (به انگلیسی: David James) بازیکن فوتبال زادهٔ ۱ اوت ۱۹۷۰ اهل انگلستان بود که سابقهٔ بازی در تیم ملی فوتبال انگلستان به عنوان دروازه‌بان را در کارنامهٔ خود دارد. وی در تاریخ ۲۹ مارس ۱۹۹۷ نخستین بازی ملی خود را در مقابل تیم ملی فوتبال مکزیک انجام داد و با حضور در ۵۳ بازی ملی، در تاریخ ۲۷ ژوئن ۲۰۱۰ واپسین بازی ملی‌اش را در برابر تیم ملی فوتبال آلمان برگزار کرد.

## ورشکستگی
در سال ۲۰۱۴ دیوید جیمز، دروازه بان سابق تیم ملی انگلیس، که چند ماه قبل اعلام ورشکستگی کرده بود، مجبور شده وسائل شخصی اش را به حراج بگذارد.
جیمز که ۵۳ بازی ملی در کارنامه دارد، بسیاری از پیراهن‌هایی که در طول دوران حرفه‌ای اش به تن کرده یا لباس‌هایی که از بازیکنان تیم‌های حریف به یادگار گرفته است را به حراج گذاشته است؛ از جمله یک پیراهن چلسی متعلق به فرانک لمپارد. در بین اشیای حراج شده، وسائلی مانند اره برقی و لیوان چای خوری هم دیده می‌شود.